# Fantine Lesaffre
Fantine Lesaffre (Roubaix, 10 novembre 1994) è una nuotatrice francese.

## Carriera
Fortemente specializzata nei misti, è campionessa europea in carica sulla distanza dei 400 metri, dove ha trionfato nell'edizione di Glasgow 2018.

## Palmarès
- Mondiali in vasca corta

Hangzhou 2018: bronzo nei 400m misti.
- Europei

Glasgow 2018: oro nei 400m misti.
- Europei in vasca corta:

Copenaghen 2017: bronzo nei 400m misti.

## International Swimming League
| Stagione 2019   | Stagione 2020 | Stagione 2021   |
| --------------- | ------------- | --------------- |
| Energy Standard | -             | Aqua Centurions |